# E.B. de Bruyn
E.B. de Bruyn (voluit Emile Bonaventura de Bruyn, Breda, 10 januari 1905 - Málaga, 27 november 1999) was een Nederlands (agronomisch) vertaler en schrijver. 

## Loopbaan
Hij werd in Breda geboren als zoon van Emile J.M. de Bruijn (1864-1917), kandidaat-notaris en bankdirecteur, en jkvr. Justine B.C.M. de Roy van Zuidewijn (1874-1969); hij was de oom van diplomaat en politicus Tom de Bruijn. De Bruyn begon pas laat met publiceren en gebruikte onder meer de pseudoniemen Karel E. van Reym en E.B. van IJpelaar.
In 1979 verscheen zijn vertaling van de epigrammen van Martialis, Sex en eros bĳ Martialis: 300 epigrammen. In de jaren tachtig publiceerde hij tal van artikelen in het literair maandblad Maatstaf, onder meer over P.C. Boutens en Guido Gezelle. De naam Karel E. van Reym gebruikte hij onder meer voor bibliofiele uitgaven: Het slaapmiddel (waarmee masturbatie bedoeld is) bij de Eliance Pers in 1975 en Bain vapeur bij Sub Signo Libelli in 1980.
De Bruyn verkreeg vooral bekendheid door zijn dagboek Uit een leven (1991), verschenen in de reeks Privé-Domein. Het is een getuigenis van de voorbije eeuw, van zijn vroege jeugd, zijn jaren op een kostschool, zijn tocht langs universiteiten, culturele centra en kosmopolitische gezelschappen in het vooroorlogse Europa, en zijn verblijf in Marokko waar hij zich na de oorlog vestigde als leraar en vertaler. 
Op zeer hoge leeftijd deed hij nog een dichtbundel het licht zien, Lange palavers en korte metten (1996), waarin veel homo-erotische ironie te vinden is.